# Jean-Baptiste-Sauveur Gavaudan
Pour les articles homonymes, voir Gavaudan.
Jean-Baptiste-Sauveur Gavaudan est un ténor français né à Salon-de-Provence le 6 août 1771 et mort à Paris le 8 mai 1840. Issu d'une famille d'artistes, deux de ses sœurs, Anne-Marie-Jeanne, dite Gavaudan aînée (qui avait épousé le ténor Étienne Lainez), et Adélaïde, dite Gavaudan cadette, avaient longtemps chanté dans la troupe de l'Opéra de Paris, alors qu'une troisième, Émilie, elle aussi cantatrice, était l'épouse du ténor Pierre Gaveaux.

## Biographie
Après une enfance à Nîmes, il s'établit à Paris où ses sœurs avaient déjà commencé une carrière dans l'opéra. Il avait sept ans quand son père mourut. Sa mère ne pouvant subvenir aux besoins, il dut s'engager dans la Marine qu'il quitta à onze ans. Il entra alors comme employé à l'Académie royale de musique. Attiré par le chant, il y devint l'élève de Loiseau de Persuis. Il fit ses débuts au théâtre Montansier en 1791, engagé par Viotti, pour passer deux mois plus tard au tout nouveau théâtre de Monsieur. En 1794, il entra avec Jean-Blaise Martin dans la troupe rivale de l'Opéra-Comique, installée salle Favart. Ses talents de comédien lui valurent le surnom de « Talma de l'Opéra-Comique ».
Lors de la réunion des deux troupes en 1801, il devint sociétaire. Il quitta l'Opéra-Comique en 1816 à la suite de différends politiques pour prendre la direction un an durant du théâtre de la Monnaie à Bruxelles.
Rappelé à l'Opéra-Comique en 1824 par son nouveau directeur, René-Charles Guilbert de Pixerécourt, il prit sa retraite définitive en 1828, ce qui ne l'empêcha pas de diriger l'Opéra de Liège en 1829-1830.
Il était marié à une cantatrice de l'Opéra-Comique, Alexandrine-Marie-Agathe Ducamel. Deux de ses nièces, Rosette et Aglaé Gavaudan, firent également carrière au théâtre Feydeau.

## Répertoire
En 1807, Gavaudan participa à la création de Joseph, opéra d'Étienne Nicolas Méhul, interprétant le rôle de Siméon, un des frères du personnage éponyme.